# Ricardo Flores Magón, La Trinitaria
Ricardo Flores Magón är en ort i Mexiko.   Den ligger i kommunen La Trinitaria och delstaten Chiapas, i den sydöstra delen av landet, 900 km sydost om huvudstaden Mexico City. Ricardo Flores Magón ligger 860 meter över havet och antalet invånare är 138.
Terrängen runt Ricardo Flores Magón är huvudsakligen kuperad, men åt sydväst är den platt. Runt Ricardo Flores Magón är det ganska glesbefolkat, med 42 invånare per kvadratkilometer. Närmaste större samhälle är La Trinitaria, 13,5 km nordväst om Ricardo Flores Magón. Omgivningarna runt Ricardo Flores Magón är en mosaik av jordbruksmark och naturlig växtlighet.